# Jerry Falwell
Jerry Lamon Falwell Sr. (11. srpna 1933 Lynchburg – 15. května 2007 Lynchburg) byl americký fundamentalistický protestant, duchovní Jižní baptistické konvence a teleevangelista, známý svými konzervativními názory na morálku a politiku.

## Životopis
Byl pastorem baptistického megasboru na Thomas Road v Lynchburgu, který založil v roce 1956. V roce 1971 založil náboženskou školu s názvem Liberty University. V roce 1979 spoluzaložil konzervativní politickou organizaci Moral Majority, která existovala do roku 1989. Od roku 1995 vydával měsíčník The National Liberty Journal.

## Názory
Věřil, že Bible obsahuje všechny potřebné informace o rodinném životě.[zdroj?] Svými postoji, na nichž založil organizaci Morální většina, se vyslovoval pro rodinu, pro život, pro obranu a pro Izrael.[zdroj?]
V americké politice podporoval Ronalda Reagana.
V únoru 1999 publikoval deník The National Liberty Journal článek, v němž uvedl, že populární britský dětský seriál Teletubbies nenabízí „dobrý vzor pro děti“, protože jedna z jeho postav, Tinky Winky, je gay (údajně proto, že nosí červenou kabelku).
Po útocích na Světové obchodní centrum v září 2001 Falwell prohlásil, že za útoky částečně nesou vinu gayové a lesby, Americká unie pro občanské svobody a feministické stoupence. Později se za tato prohlášení omluvil.

## Odkaz v masové kultuře
Je jednou z klíčových postav ve filmu Miloše Formana Lid versus Larry Flynt.